# Kévin Danois
Kévin Danois (* 28. Juni 2004 in Basse-Terre) ist ein französischer Fußballspieler, der bei der AJ Auxerre in der Ligue 1 spielt.

## Karriere

### Verein
Danois begann seine fußballerische Ausbildung im Dezember 2011 bei La Gauloise de Basse-Terre. Im Jahr 2019 wechselte er von der Hauptstadt des französischen Überseegebiets Guadeloupe weg und unterschrieb bei der AJ Auxerre. Im Juli 2021 unterschrieb er seinen ersten Profivertrag bei Auxerre bis Juni 2024. Im Frühjahr 2022 spielte er dort einmal in der Coupe Gambardella, war schon Stammspieler bei der zweiten Mannschaft in der National 2 und stand schon im Kader der Ligue 1. Am 30. Spieltag der folgenden Saison 2022/23 wurde er bei einem 3:0-Sieg über den AC Ajaccio spät eingewechselt und debütierte somit für die Profimannschaft.

### Nationalmannschaft
Danois spielte bislang für mehrere Juniorennationalmannschaften Frankreichs, nahm jedoch an keinem großen Turnier teil.